# Musculus stylohyoideus
De musculus stylohyoideus is een skeletspier van het hoofd. De origo bevindt zich aan het stiftvormig uiteinde (processus styloideus) van het slaapbeen. De insertie is de zijkant van het os hyoideum (tongbeen). De functie is positionering van het tongbeen en heffing van het tongbeen tijdens slikken.